# IS11LG
Optimus X IS11LG（オプティマス エックス あいえす いちいち えるじー）は、韓・LGエレクトロニクス（LGエレクトロニクス・ジャパン）によって開発された、auブランドを展開するKDDI及び沖縄セルラー電話のISシリーズの一つで、CDMA 1X WIN対応ストレート型スマートフォンである。製造型番はLGI11（えるじーあい いちいち）。メーカー型番はKS1001。

## 概要
auとしては初となるLGエレクトロニクス製のスマートフォンでかつau向けとしては初となるOptimusシリーズのスマートフォンである。
グローバルモデルであるOptimus EXがベースとなっているにも関わらず、ワンセグや1xEV-DO MC-Rev.A（WIN HIGH SPEED）に対応している。ただしおサイフケータイ・赤外線・+WiMAX・防水防塵には非対応である。

## Android 4.0での変更点
2012年8月10日にAndroid 4.0へのアップデートが開始された。アップデートはパソコン経由でのみ可能である。
アップデートに伴う変更点・機能の追加は以下とおり。
- ロック画面が全方向に解除できる機能の追加
- ロック画面の下段にショートカットが追加され、ロック画面から直接各アプリを起動できる機能の追加
- ショートカット、ウィジェット、フォルダのサイズを変更できる機能の追加
- アプリ、ダウンロード、ウィジェットの各タブと編集ボタンの追加およびフォルダの作成機能の追加
- アプリの無効化機能の追加
- Eメール(～@ezweb.ne.jp) アプリの改善
  - au絵文字、デコレーション絵文字の刷新
  - 背景設定機能の追加
  - 添付ファイルの保存先変更の追加
  - 本文未受信メールを受信した場合、メール詳細画面から本文取得が開始できるよう改善
- SMS (Cメール) アプリの変更
  - SMSアプリがau共通のSMS (Cメール) アプリに変更
- Wi-Fi 品質向上
  - Wi-Fiオンを設定した時の電池持ち向上
  - Wi-Fi通信から3G通信への切り替えまでの待ち時間を短縮
- Flash Playerの削除

## 歴史
- 2011年（平成23年）11月30日 - 連邦通信委員会（FCC）を通過[1]。
- 2012年（平成24年）1月16日 - KDDIおよびLGエレクトロニクス・ジャパンより公式発表。
- 2012年1月20日 - 全国にて一斉発売。
- 2012年8月10日 - Android 4.0へのバージョンアップを開始[2]。
- 2012年11月 - 販売終了。

## プリインストールアプリ
- Skype au
- au one Friends Note
- au災害対策
- LG Smartworld
- LG On-Screen Phone
- Riptide GP
- SmartShare
- GLOBAL PASSPORT PLUS
- Wi-Fi Cast
- 3LM Security

## 主な機能・サービス
※ PC向けWebブラウザが標準装備されておりFlashコンテンツもフル表示可能。携帯向けサイト(EZWeb)は他のスマートフォンやPCと同じく閲覧不可。
| 主な機能・対応サービス                                                  | 主な機能・対応サービス                           | 主な機能・対応サービス              | 主な機能・対応サービス                                             |
| ----------------------------------------------------------------------- | ------------------------------------------------ | ----------------------------------- | ------------------------------------------------------------------ |
| Webブラウザ                                                             | LISMO! for Android メディアプレイヤー LISMO WAVE | おサイフケータイ                    | ワンセグ                                                           |
| au one メール PCメール Gmail EZwebメール                                | デコレーションメール                             | Skype_au                            | PCドキュメント                                                     |
| au Smart Sports Run & Walk Karada Manager ゴルフ(web版) Fitness、歩数計 | GPS 方位計                                       | au oneナビウォーク au one助手席ナビ | au one ニュースEX au one GREE                                      |
| じぶん銀行                                                              | 緊急地震速報                                     | Bluetooth                           | 無線LAN機能 (Wi-Fi) テザリング (Wi-Fi・USB) +WiMAX (モバイルWiMAX) |
| 赤外線通信                                                              | WIN HIGH SPEED                                   | グローバルパスポート(CDMA)          | auフェムトセル                                                     |
| microSD microSDHC                                                       | モーションセンサー(6軸)                          | 防水 防塵                           | 簡易留守録 着信拒否設定                                            |

- 安心セキュリティパックは、フル対応

## アップデート
2012年2月16日のアップデート
- 一部エリアにおいてEメール自動受信・SMS (Cメール) 受信に失敗する場合がある。
- 電源投入が出来なくなる場合がある。アップデート前にこの事象が発生した場合にはauショップにて預かり修理となる。

2013年2月21日のアップデート
- 通話時にお互いに相手の声が聞こえない場合がある。

2013年4月15日のアップデート
- スリープ画面からの復帰時にディスプレイが表示されない場合がある。